# Rana (Noruega)
Rana é uma comuna da Noruega no condado de Nordland. Faz parte da região tradicional de Helgeland. O centro administrativo é a cidade de Mo i Rana, que abriga a Biblioteca Nacional da Noruega. Outros centros populacionais em Rana incluem Alterneset, Båsmoen, Dunderland, Eiteråga, Flostrand, Hauknes, Mæla, Myklebustad, Nevernes, Røssvoll, Selfors, Skonseng, Storforshei, Utskarpen e Ytteren.
A comuna de 4.463 quilômetros quadrados (1.720 milhas quadradas) é a quarta maior em área dentre as 422 comunas da Noruega (a maior comuna fora do condado de Finnmark). Rana é a 41º comuna mais populosa da Noruega com uma população de 26.230 habitantes. Isso também o torna a segunda maior comuna do condado de Nordland - e a terceira maior no norte da Noruega. A densidade populacional é de 6,2 habitantes por quilômetro quadrado (16 / sq mi) e sua população aumentou 4,5% na última década.
Rana fez parte do escândalo da Terra Securities em 2007, relacionado a alguns investimentos que foram feitos pela comuna.

## Informações Gerais

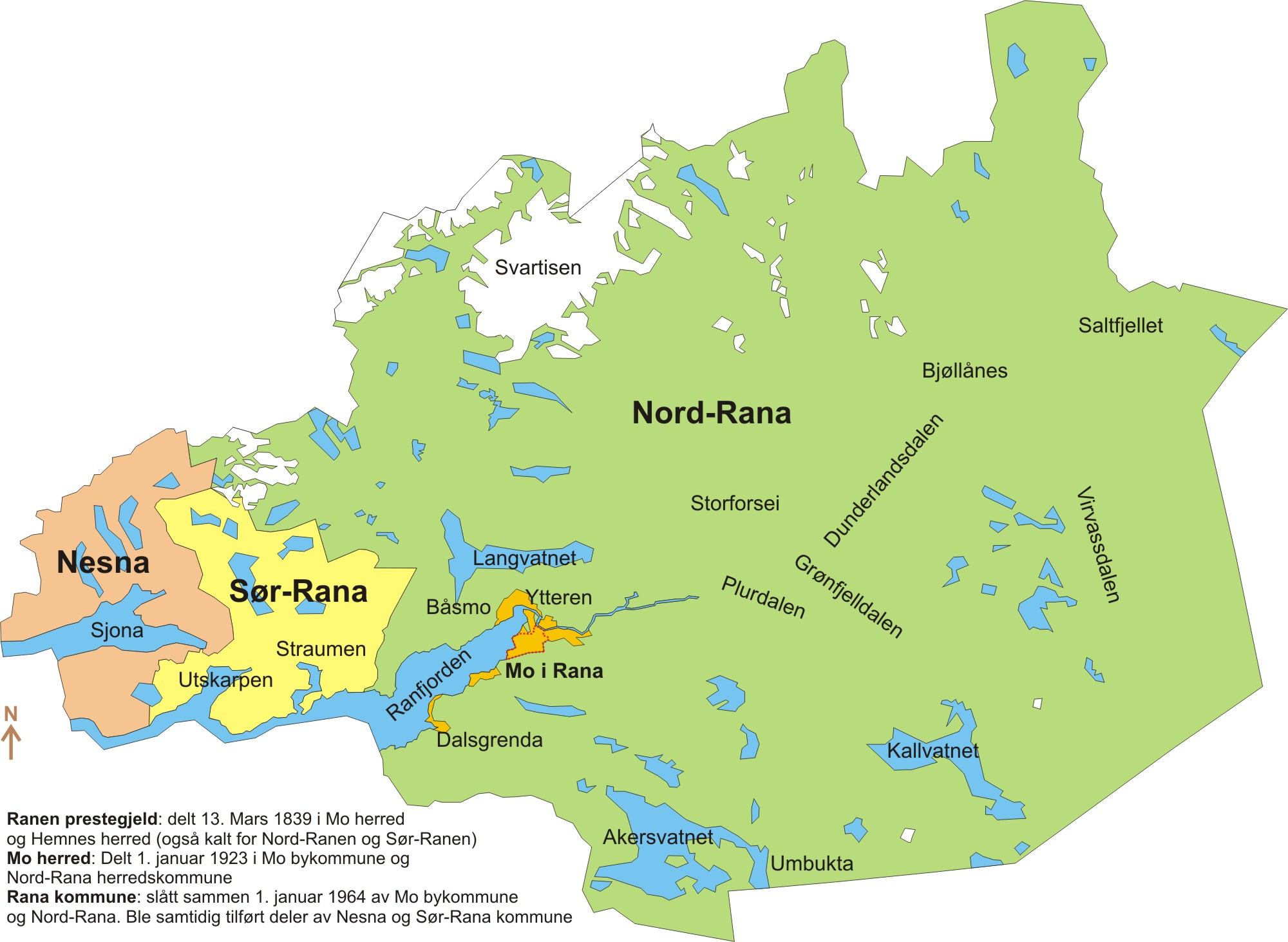
Mo, Nord-Rana e partes de Nesna e Sør-Rana aglutinados em 1964 para formar a atual Rana

### História da comuna
A comuna de Rana foi originalmente estabelecida em 1 de janeiro de 1838. No entanto, foi dividida em  Nord-Rana  e  Sør-Rana  em 1839. Em 1844, Nord-Rana foi renomeada como   Mo  e Sør-Rana foi renomeada para  Hemnes . A  vila de Mo foi separada do distrito rural de Mo e tornou-se uma cidade e comuna própria em 1 de janeiro de 1923. Naquela época, o distrito rural mudou seu nome de volta para Nord-Rana. Durante a década de 1960, houve muitas fusões na Noruega devido ao trabalho do Comitê Schei. Em 1 de janeiro de 1964, a cidade de Mo (população: 9.616), a comuna de Nord-Rana (população: 11.636), a parte norte da comuna de Sør-Rana (população: 697) e a área de Sjona da comuna de Nesna (população: 543) foi toda mesclada. A comuna unida foi nomeada simplesmente  Rana .

### Nome
O município recebeu o nome do rio Ranelva. O nome do rio é provavelmente derivado da palavra  raðr , que significa "rápido". Outra possibilidade é que o nome venha do antigo deus sami Rana Niejta.

### Brasão de armas
O brasão foi concedido em 5 de março de 1965. Os braços simbolizam as florestas (parte superior / verde) e os minerais (parte inferior / ouro), pois existem muitos minerais na área, especialmente minério de ferro. As armas foram originalmente concedidas ao município de  Mo em 29 de abril de 1960.

### Igrejas
A Igreja da Noruega tem seis paróquias (sokn) dentro da comuna de Rana. Faz parte do Indre Helgeland prosti na Diocese de Sør-Hålogaland.
| Paróquia(sokn) | Nome da Igreja  | Localização da Igreja | Ano de construção |
| -------------- | --------------- | --------------------- | ----------------- |
| Gruben         | Gruben Church   | Mo i Rana             | 1965              |
| Mo             | Mo Church       | Mo i Rana             | 1724              |
| Nevernes       | Nevernes Church | Nevernes              | 1893              |
| Nord-Rana      | Selfors Church  | Selfors               | 1973              |
| Nord-Rana      | Ytteren Church  | Ytteren               | 1977              |
| Røssvoll       | Røssvoll Church | Røssvoll              | 1953              |
| Sjona          | Sjona Church    | Myklebustad           | 1916              |

## Geografia

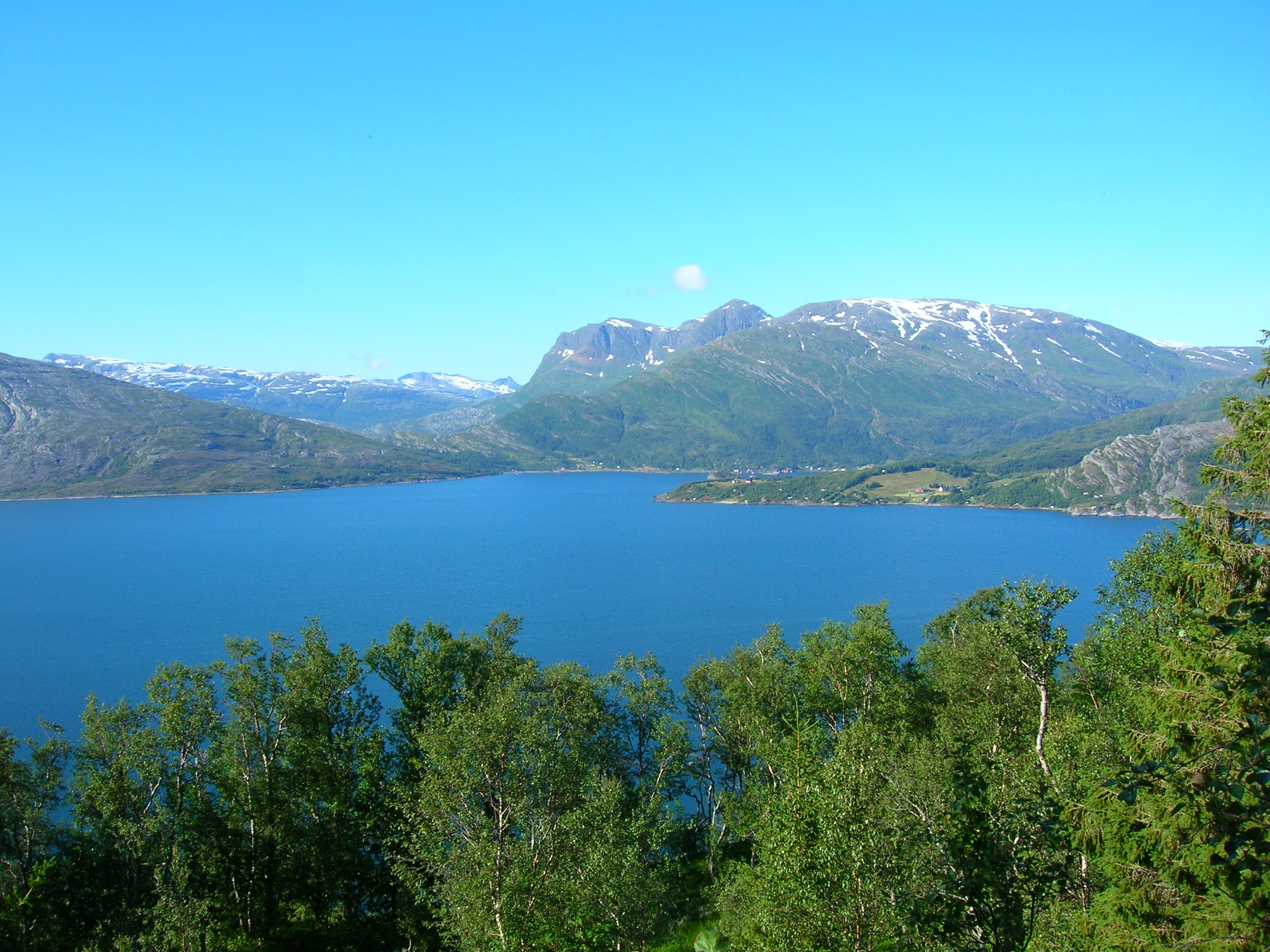
Fiorde Sjona, parte oeste da comuna de Rana.

A comuna está localizada ao sul do Círculo Polar Ártico, no lado sul das montanhas de Saltfjellet, com o Svartisen, o segundo maior glaciar da Noruega. Algumas das grandes montanhas de Rana incluem Bolna e Nasa Mountain. Mo está tão perto do Círculo Polar Ártico que partes do sol estão continuamente no horizonte (Sol da meia-noite) do início de junho ao início de julho, e não há noites entre meados de maio e o início de agosto. Não há noite polar em dezembro. O Parque Nacional Saltfjellet – Svartisen está parcialmente localizado em Rana. Existem muitos vales como o Dunderland Valley e Grønnfjelldal.
A maioria da população da comuna vive em Mo i Rana, onde o rio Ranelva encontra o Ranfjorden. Ao norte de Mo i Rana, a rodovia E6 passa pelo subúrbio de Selfors. No oeste de Rana, a população está centrada no fiorde de Sjona.
Rana e Saltfjellet são famosas por suas numerosas cavernas devido à rocha calcária. Existem várias reservas naturais na comuna, como Alterhaug, com várias plantas de clima mais quente, incluindo o ulmeiro.  Engasjyen, o estuário do rio Rana, tem uma rica vida de pássaros na primavera.  Blakkådalen tem florestas antigas de píceas.  Fisktjørna, possui uma antiga floresta em grande parte intacta e com uma vida vegetal extraordinariamente rica devido ao solo extremamente rico em óxido de cálcio.

### Clima
Rana está situada perto da parte mais interna do longo fiorde de Rana e o inverno pode ser frio, principalmente longe do fiorde. Muitas vezes há muita neve no inverno. Os dias de verão em Rana estão entre os mais quentes do norte da Noruega.

### Lagos e rios
Existem muitos lagos e rios na comuna, tanto nas planícies quanto nas montanhas.
| Lagos | Rios                                                                                             |
| --- | ------------------------------------------------------------------------------------------------ |
| - Andfiskvatnet - Bjørnefossvatnet - Blerekvatnet - Bogvatnet - Helgåvatnet - Kallvatnet - Langvatnet - Litlumvatnet - Nedre Fagervollvatnet - Överuman - Raudvatnet - Reingardslivatnet - Storakersvatnet - Tverrvatnet - Virvatnet | - Grønfjellåga - Langvassåga - Messingåga - Plura - Ranelva - Revelelva - Tverråga - Virvasselva |

## Governo
Todos as comunas da Noruega, incluindo Rana, são responsáveis pela educação primária (até a 10ª série), serviços de saúde, terceira idade, desemprego e outros serviços sociais, além de zoneamento, desenvolvimento econômico e estradas. A comuna é governada por um conselho de representantes eleitos, que por sua vez elegem um prefeito.  O município se enquadra no Rana District Court e no Hålogaland Court of Appeal.

### Conselho da comuna
O conselho da comuna (Kommunestyre) de Rana é composto por 37 representantes que são eleitos para mandatos de quatro anos. Atualmente, a divisão partidária é a seguinte:

Conselho de Rana eleito para o período 2015–2019:
| Nome do Partido                | Nome em norueguês         | Número de representantes |
| ------------------------------ | ------------------------- | ------------------------ |
| Partido Trabalhista            | Arbeiderpartiet           | 17                       |
| Partido do Progresso           | Fremskrittspartiet        | 3                        |
| Partido Conservador            | Høyre                     | 7                        |
| Partido Democrata Cristão      | Kristelig Folkeparti      | 1                        |
| Partido Vermelho               | Rødt                      | 1                        |
| Partido do Centro              | Senterpartiet             | 4                        |
| Partido da Esquerda Socialista | Sosialistisk Venstreparti | 3                        |
| Partido Liberal                | Venstre                   | 1                        |
|                                | Total                     | 37                       |

## Transportes
Rana possui um aeroporto, Mo i Rana Airport, Røssvoll na vila de Røssvoll, não muito longe da cidade de Mo i Rana. Existem várias rodovias grandes em Rana: rota européia E06, estrada norueguesa 17 e estrada norueguesa 12. O Illhollia Tunnel faz parte da estrada E6. A Nordland Line passa por Rana, com várias estações, incluindo Mo i Rana Station, Dunderland Station e Bolna Station.

## Galeria de fotos

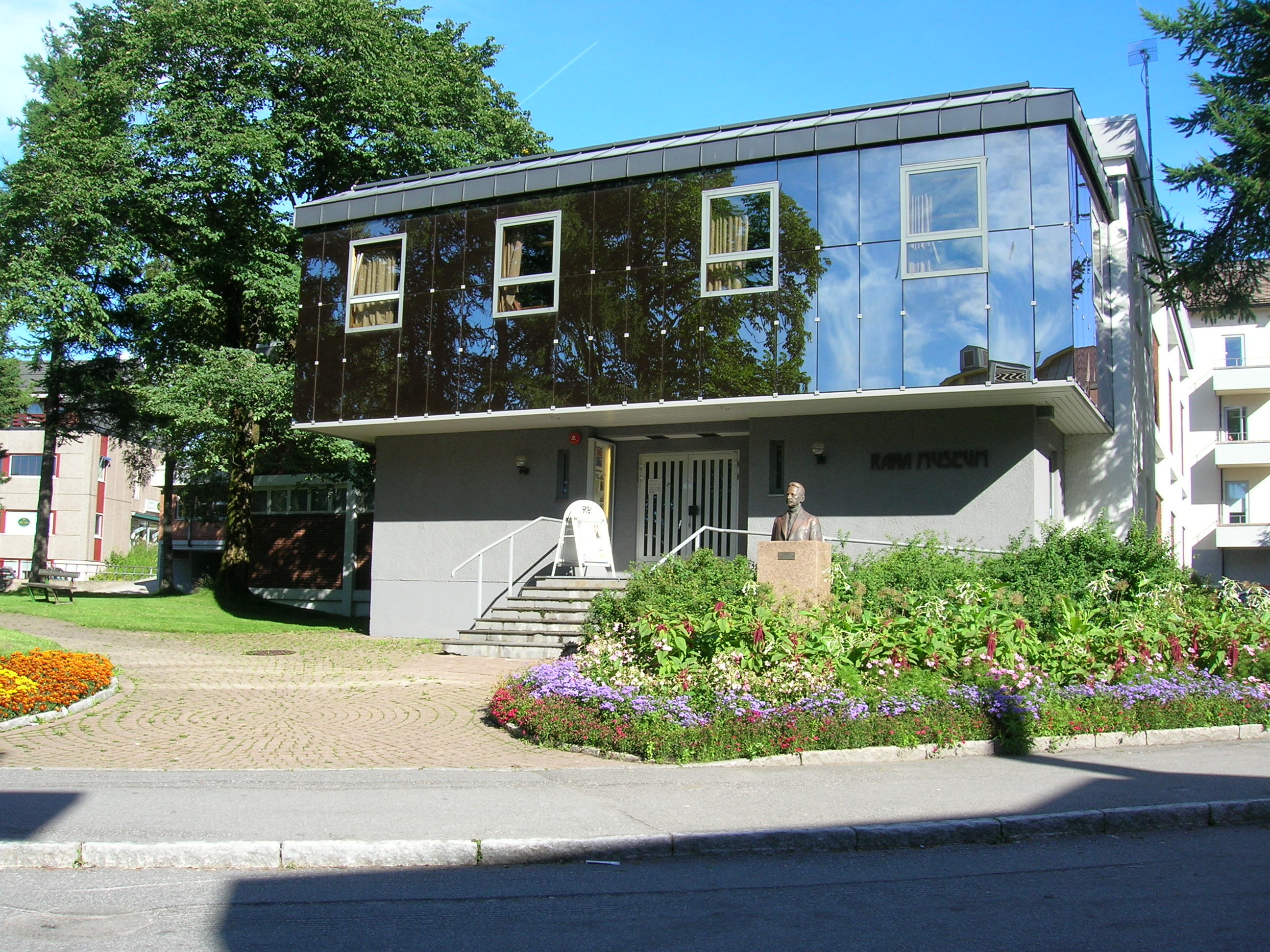
Museu Rana, departamento de história cultural
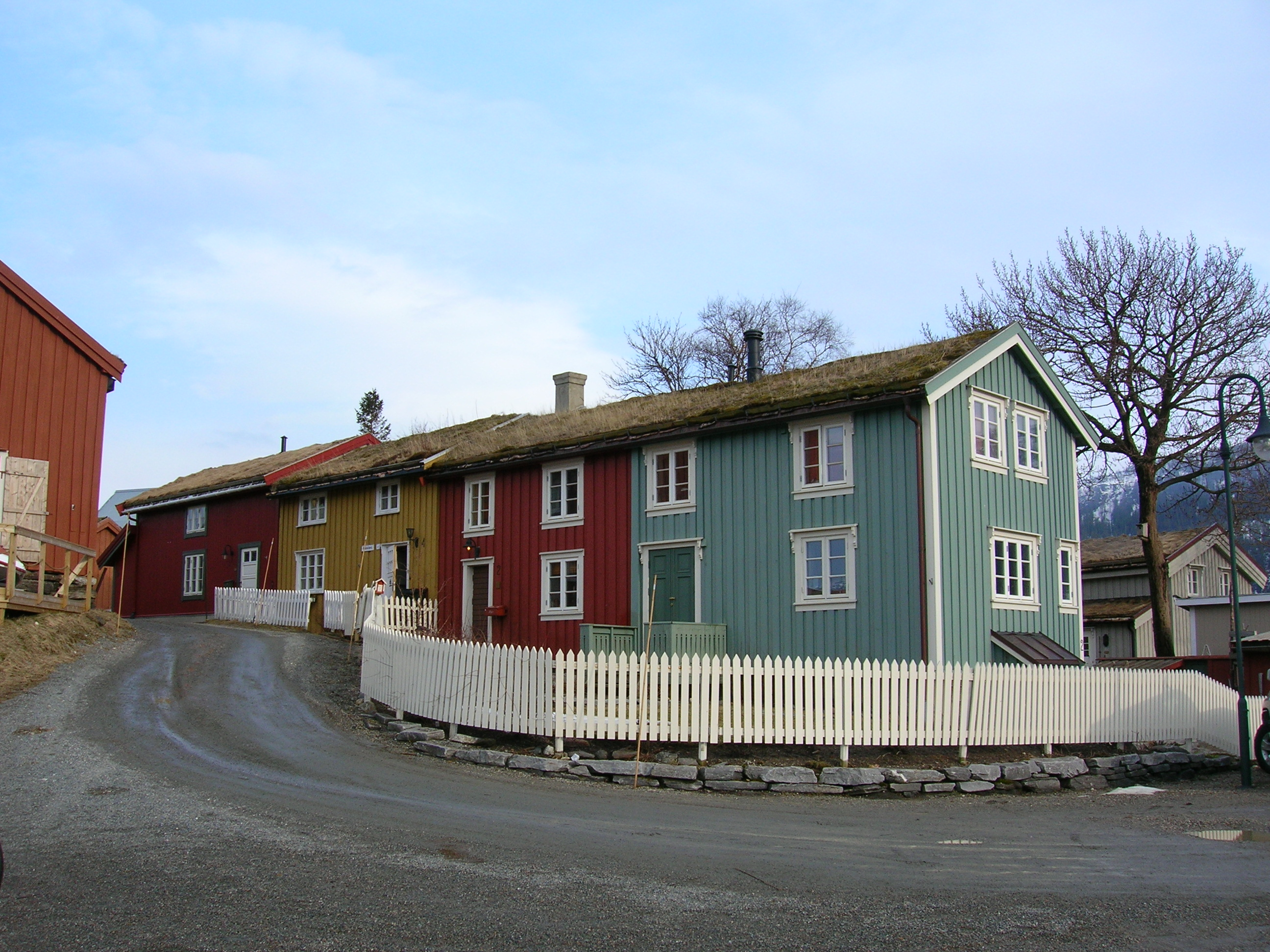
Moholmen em Mo i Rana, 16 de abril de 2007
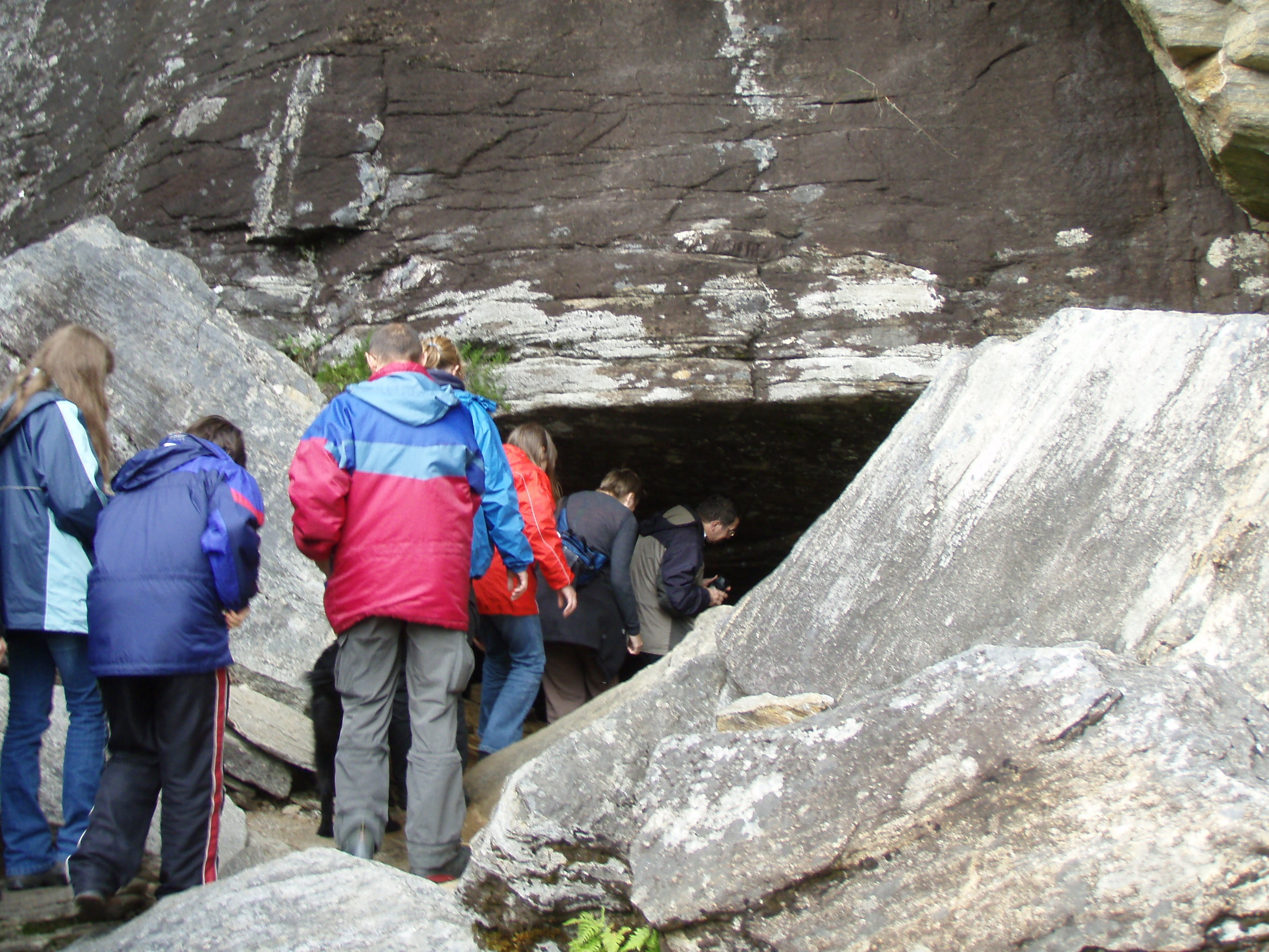
Entrada da caverna Grønligrotta

## Cultura
- Havmannen, escultura feita por Antony Gormley (1995), parte do Artscape Nordland.
- Havmanndagene, festival multicultural anual, primeiro fim de semana de maio.
- Nordland Teater , teatro regional do condado de Nordland.
- Vikafestivalen, festival anual de música pop e rock.
- Biblioteca do condado de Nordland.
- Biblioteca Nacional da Noruega.

## Relações internacionais

### Cidades irmãs
As cidades irmãs de Rana são:
- Løgstør, Nordjylland, Dinamarca
- Petrozavodsk, Carélia, Rússia
- Raahe, Northern Ostrobothnia, Finlândia
- Skellefteå, Västerbotten, Suécia